# Ausschuss für Landwirtschaft und ländliche Entwicklung
Der Ausschuss für Landwirtschaft und ländliche Entwicklung (englisch Committee on Agriculture and Rural Development, französisch Commission de l'agriculture et du développement rural, kurz AGRI) ist einer der zwanzig ständigen Ausschüsse des Europäischen Parlaments. Ausschussvorsitzende ist seit Juli 2024 Veronika Vrecionová (ODS/EKR).
Der Ausschuss ist zuständig für Fragen der Gemeinsamen Agrarpolitik der Europäischen Union sowie für die EG-Rechtsetzung in den Bereichen Veterinär-, Pflanzenschutz- und Tierschutzrecht, mit Ausnahmen von Fragen, die den Schutz der menschlichen Gesundheit betreffen (für diese ist der Ausschuss für Umweltfragen, Volksgesundheit und Lebensmittelsicherheit zuständig). Der Ausschuss befasst sich ferner mit der Verbesserung der Qualität landwirtschaftlicher Erzeugnisse, der Versorgung mit Agrarrohstoffen und der Forstwirtschaft. Außerdem pflegt er die Beziehungen des Europäischen Parlaments mit dem Gemeinschaftlichen Sortenamt.
Obwohl die Gemeinsame Agrarpolitik ein wichtiges Politikfeld der Europäischen Union ausmacht, hat das Europäische Parlament in diesem Bereich kaum Mitbestimmungsrechte, sodass der Landwirtschaftsausschuss nicht zu den einflussreichsten Gremien zählt. Wesentlich ist vor allem sein Pendant im Rat der Europäischen Union, der Rat für Landwirtschaft und Fischerei. Das zuständige Mitglied in der Europäischen Kommission ist der Kommissar für Landwirtschaft und ländliche Entwicklung. Nach dem Vertrag von Lissabon soll allerdings die Gemeinsame Agrarpolitik unter das ordentliche Gesetzgebungsverfahren fallen und auch die Verwendung der Finanzinstrumente für die Agrarpolitik (EGFL und ELER) unter der Letztentscheidung des Parlaments stehen, sodass der Landwirtschaftsausschuss dann größeren Einfluss hätte.

## Vorsitzende (Auswahl)
- 2009–2014: Paolo de Castro (PD/S&D)[2]
- 2014–2019: Czesław Siekierski (PSL/EVP)[3]

- 2019–2024: Norbert Lins (CDU/EVP)[4]
- Seit 2024: Veronika Vrecionová (ODS/EKR)[1]